# Milnesium reticulatum
Milnesium reticulatum är en djurart som tillhör fylumet trögkrypare, och som beskrevs av Pilato, Binda och Oscar Lisi 2002. Milnesium reticulatum ingår i släktet Milnesium och familjen Milnesiidae. Inga underarter finns listade i Catalogue of Life.